# 半乳糖二酸
半乳糖二酸（英語：meso-galactaric acid，也称为粘酸）是一种化学式为HOOC-(CHOH)4-COOH的多羟基二酸，是己醛糖形成的醛糖二酸之一，可由硝酸氧化半乳糖或半乳糖醇合成。